# Liolaemus calchaqui
Liolaemus calchaqui — вид ігуаноподібних ящірок родини Liolaemidae. Ендемік Аргентини.

## Поширення і екологія
Liolaemus calchaqui мешкають в горах Сьєрра-дель-Аконкіха в провінціях Тукуман і Сальта. Вони живуть на гірських луках пуна. Зустрічаються на висоті від 3200 до 3600 м над рівнем моря. Є травоїдними і живородними.